# Oxyrhachis crassicornis
Oxyrhachis crassicornis är en insektsart som beskrevs av William Lucas Distant. Oxyrhachis crassicornis ingår i släktet Oxyrhachis och familjen hornstritar. Inga underarter finns listade i Catalogue of Life.